# Sollefteå tingsrätt
Sollefteå tingsrätt var en tingsrätt i Sverige med säte i Sollefteå. Tingsrättens domsaga omfattade Sollefteå kommun. Tingsrätten och dess domsaga ingick domkretsen för Hovrätten för Nedre Norrland. Tingsrätten upphörde 2002 och domstolen och dess domsaga uppgick i Ångermanlands tingsrätt och dess domsaga

## Administrativ historik
Vid tingsrättsreformen 1971 bildades denna tingsrätt i Sollefteå av häradsrätten för Sollefteå domsagas tingslag. 1971 omfattade domsagan kommunerna Sollefteå, Boteå, Fjällsjö, Ramsele och Ytterlännäs. 1974 överfördes från denna domsaga till Härnösands domsaga Ytterlännäs kommun och området Styrnäs i Boteå kommun samt till Jämtbygdens domsaga Fjällsjö kommun. Efter att Ramsele och Boteå 1974 uppgått i Sollefteå kommun omfattade domsagan Sollefteå kommun.  Vid sidan av Sollefteå var till 1974  Ramselse tingsplats.
25 februari 2002 upphörde Sollefteå tingsrätt och domstolen och dess domsaga överfördes till Ångermanlands tingsrätt och dess domsaga. 

## Lagmän
- 1971-1972: Gunnar Seldén
- 1972-1986: Lars Ljungström
- 1986-1993: Lars-Göran Eriksson
- 1994-2002: Peter Ekström